# (3771) Alexejtolstoj
(3771) Alexejtolstoj es un asteroide perteneciente al cinturón de asteroides, descubierto el 20 de septiembre de 1974 por la astrónoma ucraniana Liudmila Zhuravliova desde el Observatorio Astrofísico de Crimea (República de Crimea).

## Designación y nombre
Designado provisionalmente como 1974 SB3. Fue nombrado Alexejtolstoj en honor al escritor ruso soviético Alekséi Nikoláyevich Tolstói.